# Petrikerk (Riga)
De Petrikerk (Lets: Svētā Pētera evaņģēliski luteriskā baznīca) is een lutherse kerk in Riga, de hoofdstad van Letland. De kerk is opgedragen aan Petrus en wordt gebruikt door de Letse Evangelische Lutherse kerk.
De eerste referentie naar het gemetst gebouw dateert uit 1209 wanneer gerefereerd wordt naar het behoud van de kerk bij een grote stadsbrand. Een eerste torenspits wordt aan de constructie toegevoegd in 1491. De constructie bereikt een hoogte van 136 m. Op 11 maart 1666 stortte de spits evenwel in. Een tweede toren wordt afgewerkt in 1677 maar deze valt evenwel datzelfde jaar ten prooi aan een stadsbrand. In 1686 werd een nieuwe toren gebouwd, die evenwel in 1688 op last van het stadsbestuur terug werd afgebroken gegeven het ontbreken van de nodige vergunningen. Een nieuwe spits dateert van 1690. Een blikseminslag en brand vernielde toren en kerk op 10 mei 1721. Enkel de zijmuren van kerk en toren overleefden deze brand. Herstelwerken en de bouw van een nieuwe toren worden afgerond in 1746.
Tijdens de Tweede Wereldoorlog vernielde een brand toren en kerk op 29 juni 1941. In 1954 werd de restauratie aangevat en op 21 augustus 1970 had de kerk terug een toren.